# Pseudophryne dendyi
Pseudophryne dendyi é uma espécie de anfíbio da família Myobatrachidae.
É endémica da Austrália.
Os seus habitats naturais são: florestas temperadas, campos de gramíneas de clima temperado, rios, rios intermitentes, pântanos e marismas intermitentes de água doce.